# Habitatge al carrer del Fossar, 7-9 (Rupit)
L'Habitatge al carrer del Fossar, 7-9 és una casa de Rupit i Pruit (Osona) inclosa a l'Inventari del Patrimoni Arquitectònic de Catalunya.

## Descripció
Casa entre mitgeres, de dos trams i dos habitatges. Està assentada damunt la roca i segueix el desnivell del terreny. Presenta dos portals a la planta, el de la part esquerre porta la data 1777. Al primer pis hi ha un ampli balcó de fusta amb dos portals d'alçada diferent i al segon pis es diferencien clarament els dos trams de la casa, de manera que a la part esquerra hi ha un gran balcó amb portal rectangular que s'abriga sota un ampli voladís, i al tram de la dreta s'obre una finestreta amb ampit i espiera, i presenta un voladís més reduït.
És construïda en pedra, la part esquerre encara conserva restes de l'antic arrebossat però la dreta està totalment repicada.

## Història
La importància de les cases d'aquest carrer rau sobretot en la bellesa arquitectònica i la unitat dels edificis que la integren, tots ells construïts als segles xvii i XVIII i que han estat restaurats recentment amb molta fidelitat.
L'establiment de cavallers al Castell de Rupit als segles xii i xiii donaren un caire aristocràtic a la població, al segle xiv la demografia baixa considerablement. Al fogatge del segle xvi ja s'observa una certa recuperació i a partir del segle xvii comença a ser nucli important de població, ja que durant la guerra dels Segadors, al 1654, s'hi establiren molts francesos.